# Tsukasa Masuyama
Tsukasa Masuyama (japanisch 益山 司 Masuyama Tsukasa; * 25. Januar 1990 in der Präfektur Gifu) ist ein ehemaliger japanischer Fußballspieler.

## Karriere
Masuyama erlernte das Fußballspielen in der Schulmannschaft der Gifu Technical High School. Seinen ersten Vertrag unterschrieb er 2008 bei JEF United Chiba. Der Verein spielte in der höchsten Liga des Landes, der J1 League. Am Ende der Saison 2009 stieg der Verein in die J2 League ab. Für den Verein absolvierte er sieben Ligaspiele. Im August 2010 wurde er an den Ligakonkurrenten Ōita Trinita ausgeliehen. Für den Verein absolvierte er 11 Ligaspiele. 2011 kehrte er zu JEF United Chiba zurück. 2012 wechselte er zum Ligakonkurrenten Matsumoto Yamaga FC. 2013 wechselte er zum Ligakonkurrenten FC Gifu. Für den Verein absolvierte er 114 Erstligaspiele. Ende 2016 beendete er seine Karriere als Fußballspieler.